# Vykolejení u Klínce
K vykolejení u Klínce došlo ve čtvrtek 2. května 2024 odpoledne na dobříšské větvi železniční trati 210. Třívozová jednotka Regionova, odstavená a uzamčená ve stanici Čisovice, se bez strojvedoucího, vlakové čety i bez cestujících samovolně rozjela směrem ke Skochovicím, dosáhla rychlosti přes 100 km/h a v levotočivém oblouku mezi zastávkou Bojov a Klíneckým tunelem vykolejila a spadla do stráně údolí Bojovského potoka. Nikdo nebyl zraněn ani usmrcen.

## Průběh
Třívozová jednotka Regionova byla ve čtvrtek 2. května 2024 odstavená a uzamčená na 1. staniční koleji ve stanici Čisovice po vykonání vlaku Os 19011 (pravidelný příjezd do Čisovic 12:52) a před výkonem vlaku Os 19014 (pravidelný odjezd z Čisovic 13:47). Kolem 13:15 hodin (některá média tento čas uvádějí jako čas vykolejení) se bez strojvedoucího, vlakové čety i bez cestujících samovolně rozjela směrem ke Skochovicím. Dosáhla rychlosti přes 100 km/h a v levotočivém oblouku mezi zastávkou Bojov a Klíneckým tunelem vykolejila a spadla do stráně údolí Bojovského potoka. První vůz se převrátil na střechu, druhý vůz na bok, třetí vůz se z jednotky utrhl a zůstal nepřevrácený v blízkosti koleje. Souprava ujela podle Policie ČR a iDnes.cz více než 5 kilometrů a projela bez kolize zastávky Bojanovice a Bojov a 4 železniční přejezdy bez zabezpečovacího zařízení (ve skutečnosti pět: P5762, P5763, P5764, P5765, P5766). Vzhledem k tomu, že se vlak pohyboval bez zapnutých motorů a elektroniky, ovlivnit jeho jízdu by bylo velmi obtížné.
V operativních zprávách byla tato mimořádná událost uvedena s časem 12:50 a charakterizována jako „vykolejení posunového dílu“ na trati 210 Čisovice – Měchenice, jako opatření bylo uvedeno zastavení provozu a odřeknutí vlaků v úseku Čisovice – Měchenice, předpokládaný konec omezení byl nejprve uveden 15:15 a následně prodloužen do 17:50.
Drážní inspekce událost uvádí pod popisným názvem „Ujetí soupravy od vlaku Os 19014 bez strojvedoucího na širou trať s následným vykolejením“. Slovo „ujetí“ je ve sdělení o zahájení šetření uvedeno v závorce za termínem nezajištěná jízda jako jeho vysvětlení či náhražka.
Asi 14 minut před neovladatelnou soupravou projel po trati stejným směrem nákladní vlak se dřevem z Dobříše.

## Následky nehody
Při jízdě soupravy a následném vykolejení nebyl nikdo usmrcen ani zraněn, během jízdy nedošlo k žádné kolizi.
V 19 hodin v den nehody informovala Drážní inspekce, že výši škody odhadla na 9,1 milionu Kč, z toho 8,5 milionu Kč na soupravě a 0,6 milionu na trati.

## Opatření po nehodě
V úseku trati byl po ujetí soupravy ještě před jejím vykolejením operativně přerušen provoz. Strojvedoucí, jemuž souprava ujela, byl postaven mimo službu.
Pro cestující byla po nehodě zavedena náhradní autobusová doprava v trase Měchenice – Bojanovice – Čisovice – Bojov – Klínec a zpět a Měchenice – Čisovice – Mníšek pod Brdy – Dobříš a zpět. Po dobu přerušení provozu byly jízdní doklady ČD uznávány též na stanovených úsecích autobusových linek 314, 317, 318+449, 320, 361, 393+395, 447, 668 a na linkách metra B a C mezi pražským hlavním a smíchovským nádražím. Ve 13:48 byl obnoven provoz vlaků kromě úseku Čisovice–Měchenice. V pátek 3. května ve 14:45 byl v úseku obnoven provoz s omezením rychlosti.
V den nehody po 22. hodině na místo vykolejení dorazil nehodový vlak, který vrátil na koleje poslední vůz, který zasahoval do průjezdního profilu trati. Odstranění prvních dvou vozů, převrácených do stráně, bylo ponecháno dopravci, přičemž se předpokládalo, že dopravce zajistí jejich postupnou likvidaci. Nehodovým vlakem nebylo možné je vrátit na koleje, protože byly příliš daleko od trati. Hasiči tyto dva vozy údajně zajistili proti dalšímu pohybu. Na čtvrtek 9. 5. 2024 byla na dobu od 8 do 18 hodin naplánována výluka, při níž České dráhy hodlaly k vyproštění vozů kromě svého nehodového vlaku využít ještě jeřáb. Nehodový vlak byl vybaven dvěma lokomotivami, jeřábem a dalšími pěti technologickými vozy, kde byly mimo jiné pumpy, řetězy, lana, podkladná dřeva a další pomůcky. Jeřáb měl být na dobu zvedání ukotven do svahu. Podle plánu zveřejněného dva dny předem měl být vložený vůz 014.013 kolejovým jeřábem postaven na koleje a odtažen do Prahy. Motorový vůz 814.226 se ČD chtěly nejdříve za pomoci lokomotiv pokusit přiblížit ke kolejím, a pokud se přiblížení povede, pak jej tak zdvihnout kolejovým jeřábem a dle rozsahu poškození pojezdové části mělo být rozhodnuto o způsobu přepravy do dopravny v Dobříši a dalším postupu. České dráhy vyjádřily víru, že se podaří vraky vozidel rychle odstranit bez nutnosti jejich rozřezání na místě. V den vyprošťování technik oprav lokomotiv ČD na místě uvedl, že oba vozy budou odvezeny do stanice Čisovice – nejprve vložený vůz, který bude odtažen na vlastních kolech, a poté motorový vůz, který měl být odvezen na plošině a v Čisovicích poté zlikvidován. Na dobu výluky byla zřízena náhradní autobusová doprava Praha-Zbraslav – Čisovice a zpět, vlaky od Prahy a Vraného nad Vltavou byly mimořádně ukončeny v Měchenicích.

## Vyšetřování a hodnocení
Důvody ujetí soupravy začala prošetřovat jak Drážní inspekce, tak Policie České republiky. Drážní inspekce oznámila, že pracuje s dvěma variantami příčin – s variantou selhání lidského faktoru, nebo technické závady na soupravě. 6. května 2024 ministr dopravy Martin Kupka oznámil, že podle předběžných závěrů vyšetřovatelů za vykolejení mohla lidská chyba. Dobu šetření Drážní inspekce do vydání závěrečné zprávy přitom ministr odhadl na několik měsíců.
Generální ředitel Správy železnic Jiří Svoboda označil za štěstí v neštěstí, že v soupravě nikdo nebyl a v protisměru nejel žádný vlak. Uvedl, že lidé celkově, a to nejen zaměstnanci dopravců, jsou podle něj stále méně soustředění a je tady taková určitá roztěkanost, což může souviset s přísunem informací, mobily a tablety. Tomuto problému se podle něj SŽ věnuje v rámci školení a komunikace se stěžejními lidmi, kteří řídí provoz.